# Hamburg Importplatz
Hamburg Kontinentaleuropas grösster Importplatz (Hamburg, el lloc d'importació més gran de la Europa continental) és una obra realitzada per César Domela en l'any 1929. Es tracta d'un fotomuntatge on apareix el port d'Hamburg, molt important a Europa i que reflexa la producció i el consum de l'época. Destaquen la circulació de mercancies amb les vies de tren, les grues i les estructures de ferro del port. S'utilitza la técnica de gelatina de plata sobre paper i té una mida de 22x23 cm.
En la imatge es troba una metàfora visual que reflexa que la ciutat mai para de créixer, utilitzan recursos com una gran varietat de edificis en vertical. La tipologia clara i concentrada també contribueix a un significat extra, la acumulació que també es veu en l'obra.
En l'época en la qual es va crear era molt habitual que els fotomuntatges tingueren més d'una funció, en aquest cas té una funció publicitaria i política. Actualment podem trobar l'obra de Domela en el Institut Valencià d'Art Modern, situat a València.